# Mühlheim am Main
Pour les articles homonymes, voir Mühlheim.
Mühlheim am Main est une municipalité allemande située dans le land de la Hesse et l'arrondissement d'Offenbach.

## Étymologie du nom
Le nom de Mühlheim (littéralement la maison du moulin) vient des dix moulins qui longent les cours d'eau le Rodau et le Bieber. Le moulin "Brückenmühle", moulin à aubes, est l'un de ceux encore visibles aujourd'hui.

## Histoire
| Appartenances historiques Seigneurie d'Eppstein 1122–1371 Comté de Katzenelnbogen/ Seigneurie de Hanau 1371–1393 Seigneurie de Kronberg 1393-1425 Électorat de Mayence 1425-1803 Landgraviat de Hesse-Darmstadt 1803-1806 Grand-duché de Hesse 1806-1918 République de Weimar 1918-1933 Reich allemand 1933-1945 Allemagne occupée 1945-1949 Allemagne 1949-présent |

## Personnalités liées à la ville
- Willy Czernik (1901-1996), compositeur mort à Lämmerspiel.

## Jumelage
Saint-Priest (France)